# Eastmain
Il 'fiume Eastmain' (in inglese Eastmain River) è un fiume canadese situato nel Nord del Quebec.
Ha una lunghezza di 800 km e un bacino idrografico di 46.400 km². Nasce nella parte centrale del Quebec e scorre verso ovest. Sfocia nella baia di James.